# Judgment Day (2004)
Judgment Day (2004) — шестое в истории шоу Judgment Day, PPV-шоу производства World Wrestling Entertainment (WWE). Он проводился исключительно для рестлеров бренда SmackDown!. Шоу проходило 16 мая 2004 года в «Стэйплс-центр» в Лос-Анджелесе, Калифорния, США.

## Результаты
| 1H                                                             | Марк Джиндрак (с Теодором Лонгом) победил Фунаки                                     | Одиночный матч                                               | 3:47  |
| 2                                                              | Рей Мистерио и Роб Ван Дам победили «Братьев Дадли» (Бубба Рэй Дадли и Ди-Вон Дадли) | Командный матч                                               | 15:19 |
| 3                                                              | Торри Уилсон победила Дон Мари                                                       | Одиночный матч                                               | 6:14  |
| 4                                                              | Мордекай победил Скотти 2 Хотти                                                      | Одиночный матч                                               | 3:01  |
| 5                                                              | Чарли Хаас и Рико (с) (с Мисс Джеки) победили Билли Ганна и Хардкора Холли           | Командный матч с лесницами за титулы командных чемпионов WWE | 10:26 |
| 6                                                              | Чаво Герреро (с Чаво Классик) победил Жаклин (с)                                     | Одиночный матч за титул чемпиона WWE в первом тяжёлом весе   | 4:47  |
| 7                                                              | Джон Сина (c) победил Рене Дюпри                                                     | Одиночный матч за титул чемпиона Соединённых Штатов WWE      | 9:54  |
| 8                                                              | Гробовщик (с Полом Берером) победил Букера Ти                                        | Одиночный матч                                               | 13:25 |
| 9                                                              | Джон «Брэдшоу» Лэйфилд победил Эдди Герреро (c) по дисквалификации                   | Одиночный матч за титул чемпиона WWE                         | 23:15 |
| (c) — чемпион на момент поединка H — матч на Sunday Night Heat |                                                                                      |                                                              |       |